# Karayagom

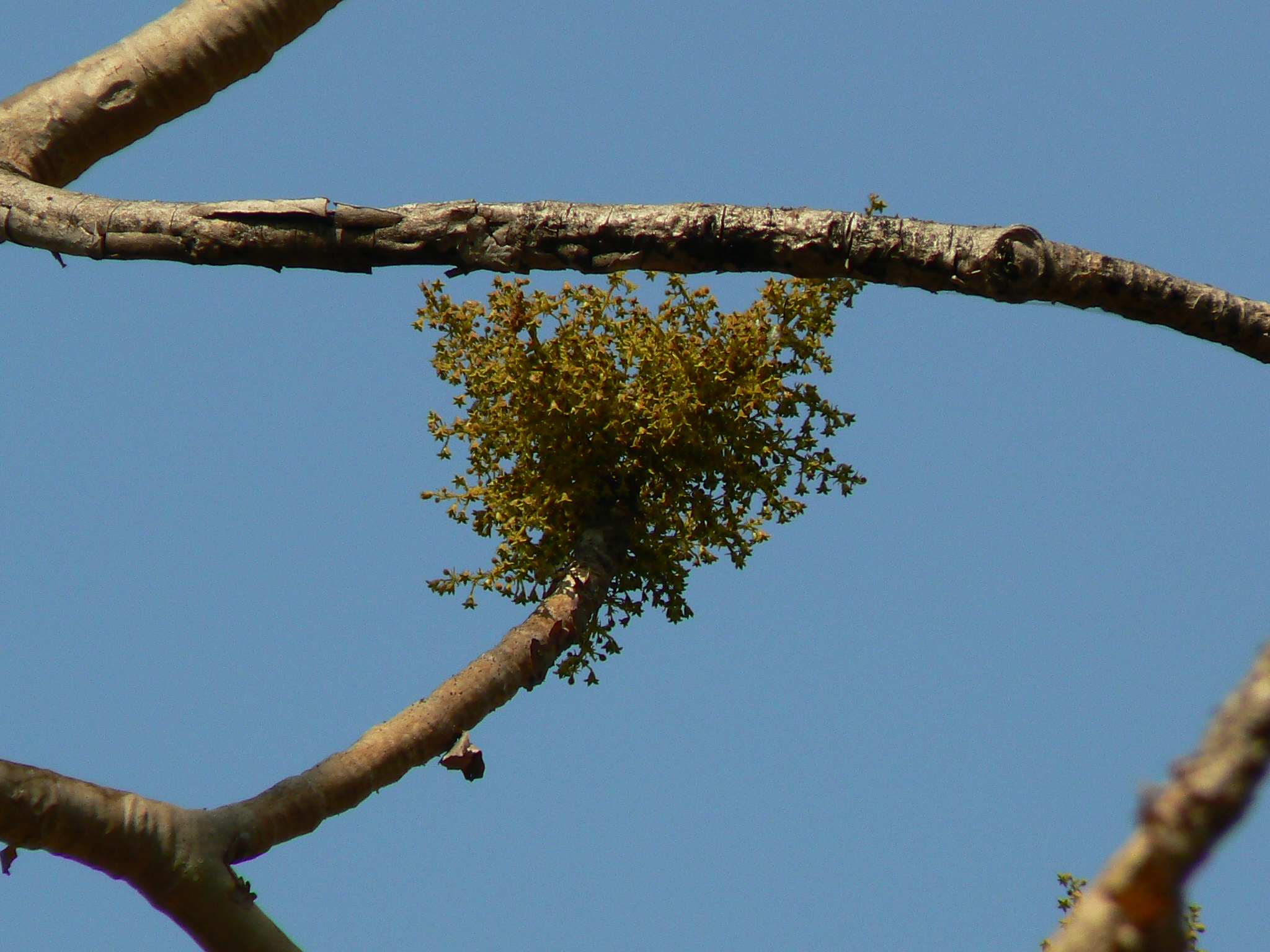
Deel van een karayaboom

Karayagom, ook sterculiagom genoemd, is een natuurlijk polysacharide, dat wordt gewonnen uit exsudaat (vocht uit de stam) bij bomen van het geslacht Sterculia, in het bijzonder van Sterculia urens, een boom die in India voorkomt, en die men ook karayaboom noemt.
Karayagom is toegelaten als additief in voedingsmiddelen en voedingssupplementen; ze heeft het E-nummer E416. Ze behoort tot de groep van geleermiddelen, emulgatoren, stabilisatoren en verdikkingsmiddelen. Ze wordt in vele producten gebruikt. Er is geen vastgestelde ADI-waarde; ze mag quantum satis gebruikt worden. De stof heeft wel een laxerende werking.
Verder wordt karayagom onder meer gebruikt om een betere hechting van kunstgebitten te verkrijgen.